# Fackel

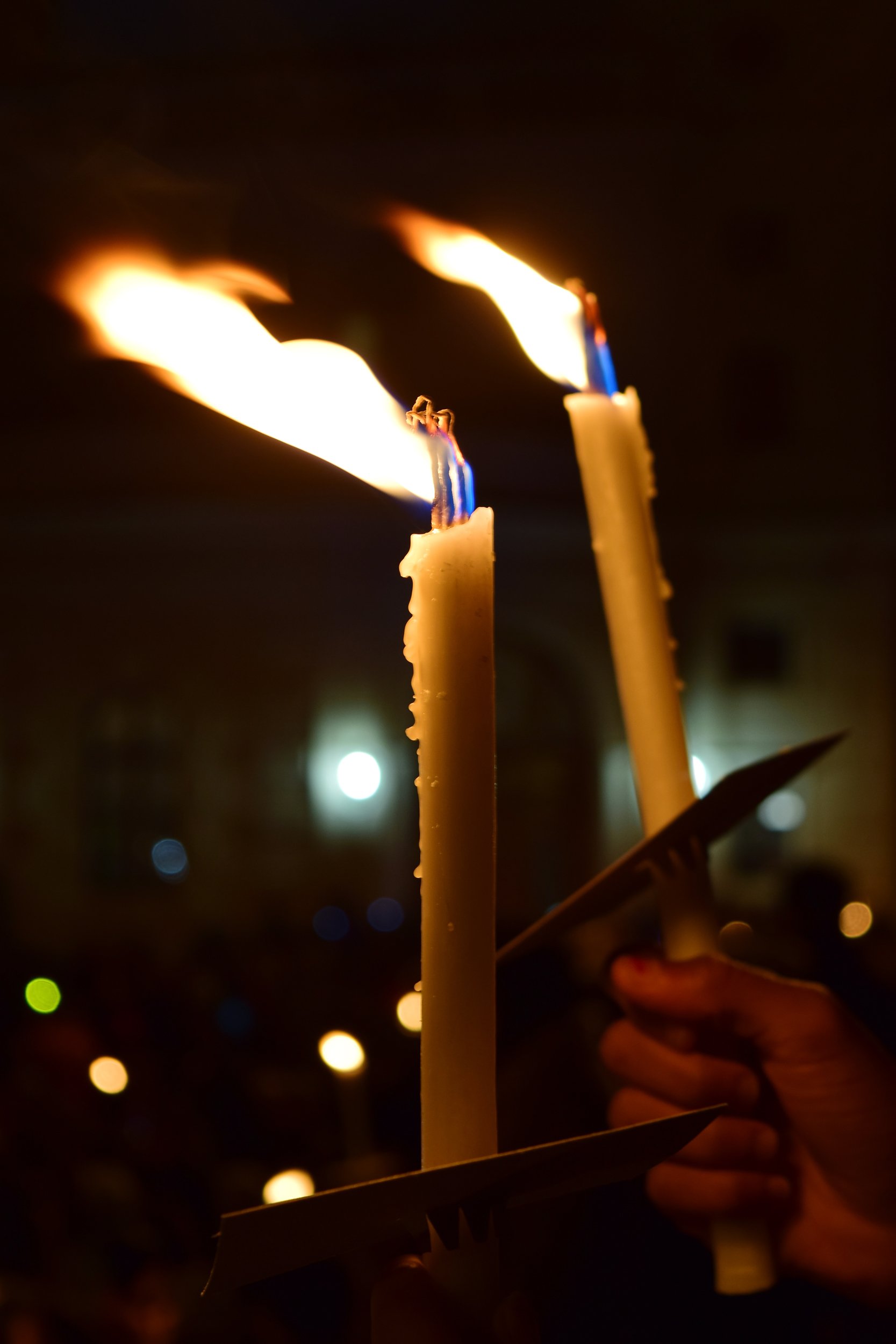
Fackeln einer Lichterkette

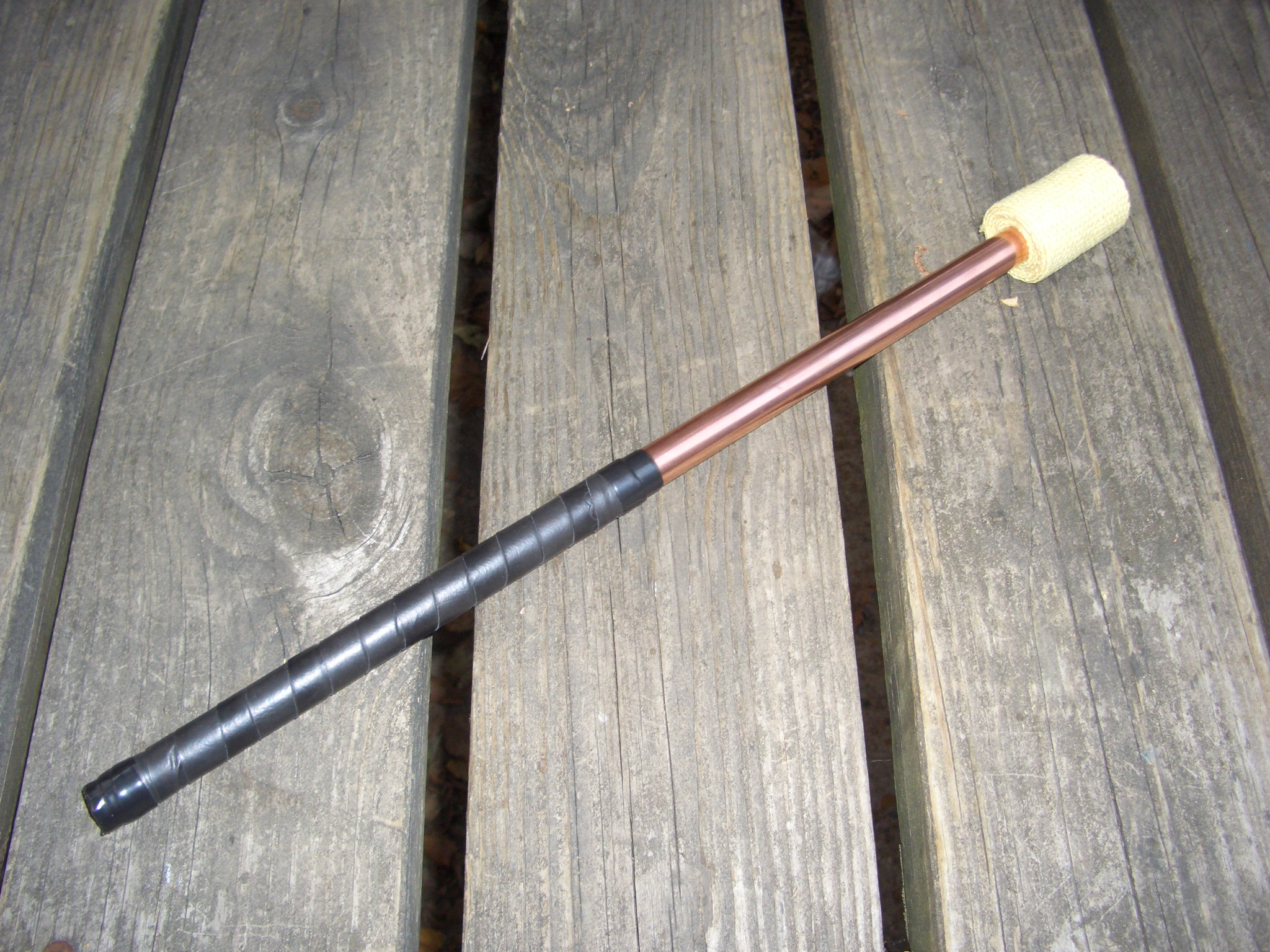
Fackel eines Feuerspuckers

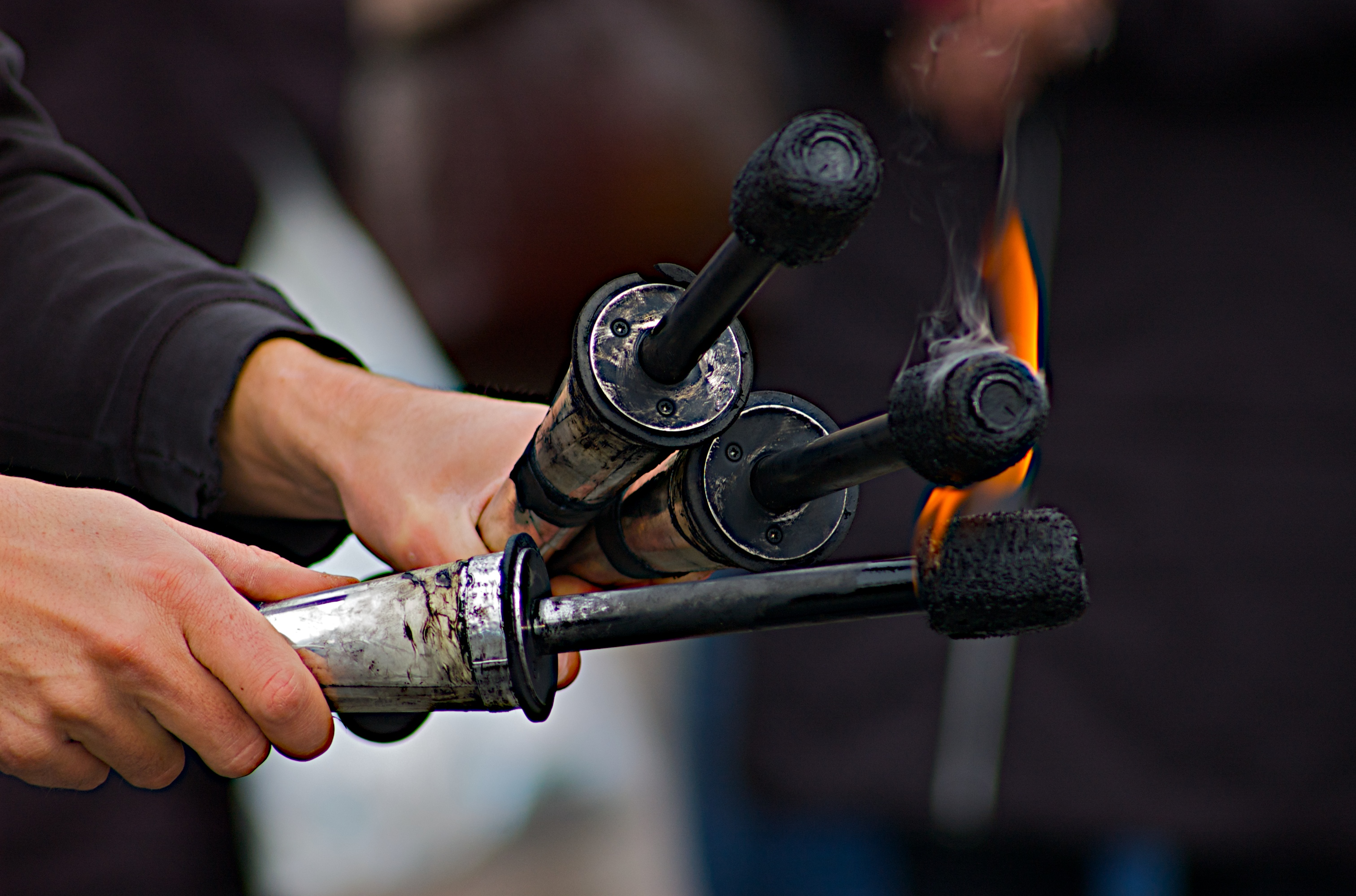
Entzünden von Jonglierfackeln

Eine Fackel ist ein Beleuchtungskörper in Form eines Stockes, der mit brennbarem Material versehen oder umwickelt ist. Er wird am oberen Ende angezündet, von wo aus er allmählich nach unten abbrennt. Am unteren Ende hält man die Fackel mit der Hand oder steckt sie in eine (Wand-)Halterung.
Eine ältere Form der Fackel ist ein am oberen Ende mit Pech oder verdicktem Öl bestrichener Holzstab. Heutzutage werden Fackeln selten zum Zweck der Beleuchtung eingesetzt, sondern bei besonderen Anlässen. Zu Unterhaltungszwecken dienen Wachsstofffackeln, bei Jongleuren und Feuerschluckern Kevlarstofffackeln mit Petroleum oder Lampenöl. Magnesiumfackeln werden als Signalmittel („Hochseefackel“) oder als sogenanntes bengalisches Feuer genutzt. Man bezeichnet auch die noch nicht angezündete Form als Fackel. Fackeln dienen als Lichtquelle und können daher – wie andere historische Lichtquellen auch – eine symbolische Bedeutung haben.

## Etymologie
Das deutsche Wort Fackel ist eine sehr alte Entlehnung des gleichbedeutenden lateinischen facula (vulgärlateinisch auch facla), das seinerseits eine Diminutivform von fax, „Kienspan“ darstellt. Es findet sich bereits in einigen der ältesten Schriftzeugnisse des Althochdeutschen (8. Jahrhundert, in Formen wie facchala, fachala oder fackala), ebenso im Altsächsischen (fakla) und im Altenglischen (fæcele). Im Gotischen fehlt es noch, ebenso im Altnordischen; die skandinavischen Sprachen übernahmen das Wort aber um 1700 aus dem Deutschen (dänisch und norwegisch fakkel, schwedisch fackla), im Niederländischen ist fakkel seit dem 13. Jahrhundert bezeugt; ferner gelangte das Wort über das Deutsche auch ins Ungarische (fáklya) sowie ins Tschechische (fakule).
Während das lateinische Lehnwort in den genannten Sprachen wie im Deutschen heute naturalisiert ist, also nicht oder kaum mehr als Fremdwort wahrgenommen wird, sind die entsprechenden Abkömmlinge von lateinisch facula in den romanischen Sprachen (französisch facule, italienisch fiaccola, katalanisch falla, spanisch hacha und portugiesisch facha) im Wortsinn „Fackel“ heute mehr oder minder ungebräuchlich oder haben eine merkliche Bedeutungsverengung erfahren, wurden jedenfalls allesamt durch Entlehnungen oder Entsprechungen von französisch torche bzw. okzitanisch entorche verdrängt (it. torcia, kat. torxa, sp. antorcha, port. tocha; außerdem englisch torch), das ursprünglich wohl „Wisch, Strohbüschel, Besen“ bedeutet (vgl. frz. torcher „wischen, kehren, putzen“). So wird spanisch hacha kaum mehr im Sinne von „Fackel“, sondern vornehmlich im Sinne von „Opferkerze, Altarkerze, Prozessionskerze“ gebraucht; im Deutschen ist das Gegenteil der Fall, hier konnte sich frz. torche nur mundartlich in ebendieser kirchlichen Sonderbedeutung etablieren, insbesondere im Alemannischen und Bairischen („Tortsche“), aber auch im Westfälischen („Torste“, heute zumeist ein Prozessionsstab ohne Docht, Wachs oder Flamme, aber mit Blumenschmuck). Im Katalanischen ist falla i. S. v. „Fackel“ gleichermaßen obsolet oder veraltend und verbindet sich hier nurmehr mit den brauchtümlichen Stroh- oder Papierfiguren, die in Katalonien zu bestimmten Kirchenfesten feierlich verbrannt werden, bekannt sind insbesondere die falles de Sant Josep, die jedes Jahr im März in Valencia zu besichtigen sind, bevor sie angezündet werden.

## Kulturgeschichte

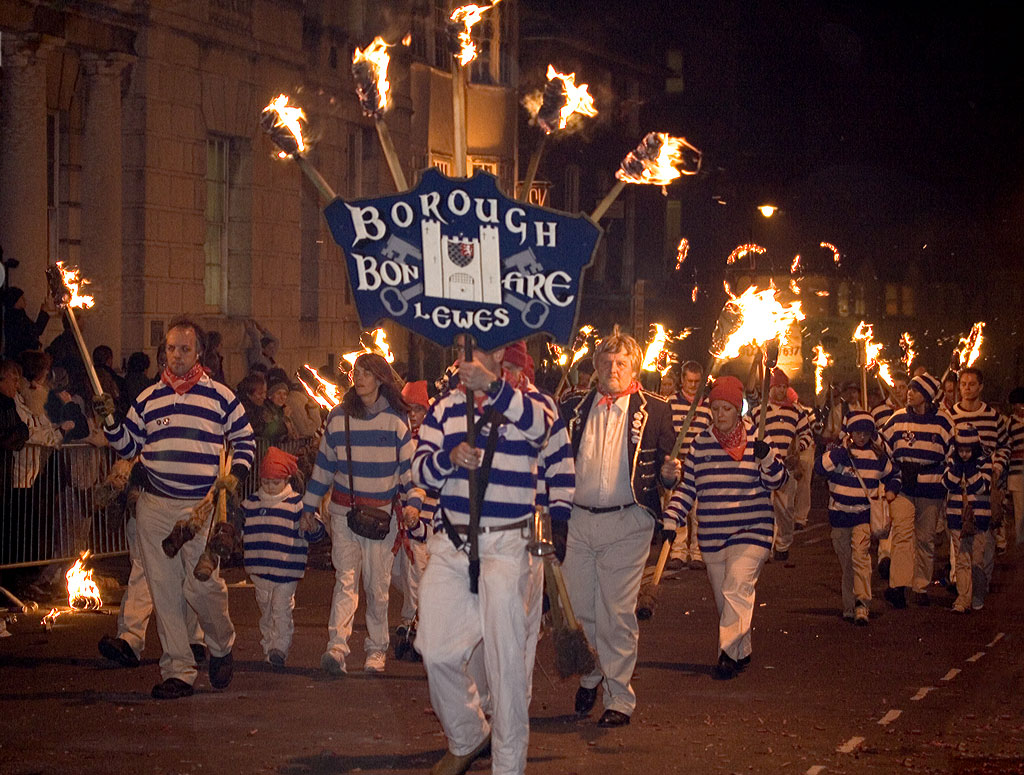
Fackelzug zur Lewes Bonfire Night

In den Heiligtümern des Mithraskultes stellte die nach oben gerichtete Fackel den Sonnenaufgang dar, die nach unten gerichtete Fackel den Sonnenuntergang. Auch in vielen anderen vorchristlichen und vorislamischen Religionssystemen war die Fackel ein göttliches Attribut, so beispielsweise der syrischen Göttinnen Astarte und Anath oder der Persischen Anahita.
In der griechischen Mythologie war die Fackel ein Attribut der Hekate und ein Requisit bei den Mysterien von Eleusis, da Demeter bei der Suche nach ihrer geraubten Tochter eine Fackel getragen hatte.
In der christlichen Tugendlehre ist die aufrecht gehaltene Fackel ein Symbol für die Kardinaltugend Weisheit.
Auf den Hebriden wurden Fackeln benutzt, um das Böse abzuwenden, solange ein Kind nicht getauft war: Eine Fackel wurde bis zur Taufe dreimal täglich um die Wiege getragen, um böse Geister zu vertreiben.
Ab dem 17. Jahrhundert stand die Fackel – oft zusammen mit dem Buch – als Zeichen für die geistige Aufklärung: Die Freiheitsstatue in New York trägt eine Fackel und ein Buch zum Zeichen, dass die USA allen Bürgern freien Zugang zur Bildung und zum Erreichen von Wissen ermöglichen würden. Die Fackel ist in diesem Sinne der „sprechende“ Name einer von dem österreichischen Essayisten Karl Kraus edierten kulturpolitischen Zeitschrift der Zeit vor dem Nationalsozialismus.
Um die vom Gebrauch von Fackeln ausgehenden Gefahren zu mindern, wurden Anfang des 19. Jahrhunderts baupolizeiliche Verordnungen hinsichtlich zur Brandverhütung in Textform erlassen. Beispielsweise erließ die herzoglich-nassauische Regierung im November 1826 eine solche Verordnung für ihr Herrschaftsgebiet. Zur Unterlassung feuergefährlicher Handlungen gehörte das Tragen von Wachs-, Pech- oder Strohfackeln.
Zu den deutschen studentischen Bräuchen gehörte bis in die 1960er Jahre der Fackelzug zur Ehrung von – meist akademischen – Persönlichkeiten. Fackelumzüge sind in manchen Kulturen zu unterschiedlichen Anlässen üblich, zum Beispiel bei der Walpurgisnacht.
Die olympische Fackel ist ein Zeichen des Friedens und der Verbundenheit zwischen den Völkern.
Der „Große Zapfenstreich“ wird traditionell bei Dunkelheit im Schein von Fackeln zelebriert.
Im Jahr 2015 entzündeten im Rahmen der Bewerbung für die Olympischen Spiele 20.000 Menschen in Hamburg rund um die Binnenalster gleichzeitig Fackeln, womit laut dem Guinness-Buch der Rekorde der bisherige Rekord mit 3.777 Teilnehmern übertroffen wurde.

## Künstlerischer Einsatz

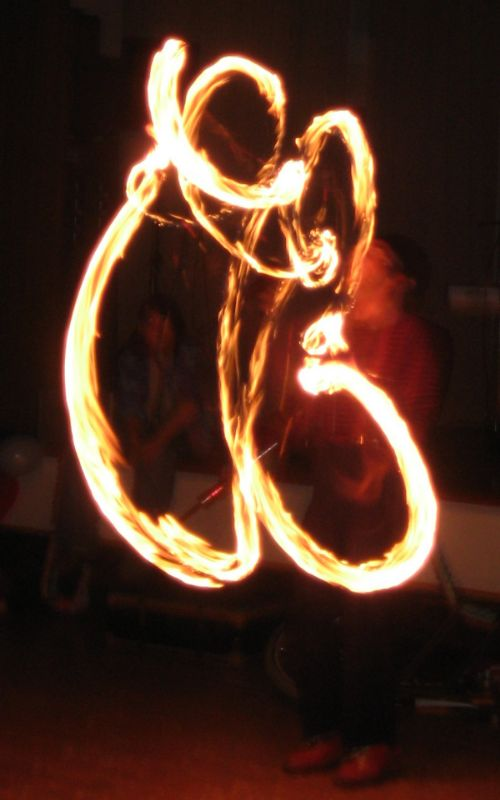
Jonglage mit drei Fackeln

Die Jonglierfackel ist ähnlich aufgebaut wie eine Jonglierkeule, nur dass das obere Ende des Holzstabes einen Metallmantel hat und eine Wicklung aus einem Kevlargewebe für das Petroleum oder Lampenöl.
Daneben werden ähnliche, aber speziell geformte Fackeln für das Feuerschlucken verwendet.

## Einsatz als Signalmittel

Handfackel

Häufig werden sogenannte Handfackeln als Signalmittel eingesetzt. Dabei kommen neuzeitlich pyrotechnische Sätze, auch bengalische Feuer genannt, zum Einsatz.
Mindestens seit dem Frühmittelalter wurden Fackeln jedoch schon auf Signalfeuerbergen eingesetzt. Flurnamen wie Vogelsang wurden immer wieder auch von Signalfeuerstätten abgeleitet (sengen und Fackel, vor allem in süddeutschen Dialekten Fåckel).

## Verbrennungsfackel für Gas
Um die nähere Umgebung oder die Umwelt vor dem Entlassen von unverbranntem brennbarem Gas zu schützen, wird Gas mitunter abgefackelt. Man will dadurch vermeiden, dass sich eine explosive Mischung mit Umgebungsluft bildet oder sich eine giftige Atmosphäre verbreitet, oder eine besonders hohe Aktivität an Klimagas freigesetzt wird. Typisch will man Gas vernichten, das eine brenngasarme (Schwachgas) oder unbekannte Zusammensetzung aufweist und ein Gasgefäß (brenn)gasfrei machen.
Das betreffende Gasgefäß kann der Speicherung von Gas, seiner Verarbeitung oder seinem Transport dienen. Solche Gefäße müssen für Prüfung, Wartung, Umbau, Außerbetriebnahme oder Transport gasfrei gemacht werden. Das (Nicht-Luft-)Gas wird abgelassen, mit Inertgas hinausgespült und meist zuletzt durch atembare Luft ersetzt, um Menschen, die an oder im (geöffneten) Gefäß arbeiten keinem Erstickungsrisiko auszusetzen.
Gas, das gut brennbar ist, kann an einem Brenner mit automatisierter Zündeinrichtung abgefackelt werden. Ein Windschutz kann nötig sein. Hat das Gas zu wenig Heizwert, kann es nötig sein, dass Brenngas zugemischt wird.
Fackeln können als mobile Geräte, samt Steuerung in einem ISO-Container untergebracht eingesetzt werden oder fest an einer Industrieanlage aufgebaut sein. Auch das Versorgen eines verunfallten gasbetriebenen Kraftfahrzeugs kann das Abfackeln des Inhalts seines Gastanks notwendig machen.